# فرودگاه صحرایی ظهران
فرودگاه صحرایی ظهران (به انگلیسی: Dhahran Airfield) یک فرودگاه نظامی با کد یاتا DHA است که یک باند فرود آسفالت دارد و طول باند آن ۳۶۶۰ متر است. این فرودگاه در شهر ظهران کشور عربستان قرار دارد و در ارتفاع ۲۶ متری از سطح دریا واقع شده‌است.